# Ernst Reuter (Schiff, 1957)
Die Ernst Reuter ist ein Fahrgastschiff in Berlin.

## Geschichte
Die Ernst Reuter wurde bei der Teltow-Werft gebaut und lief in Anwesenheit der Witwe Ernst Reuters am 29. Mai 1957 vom Stapel. Damals war das Schiff 35,40 m lang und 7,95 m breit. Der Bau der Ernst Reuter leitete eine Reihe von Schiffsneubauten für die Stern und Kreisschiffahrt ein. Die neuen Fahrzeuge waren fast alle – die Jupiter, die nach der Ernst Reuter in Dienst gestellt wurde, stellte eine Ausnahme dar – groß, komfortabel und mit gastronomischen Angeboten ausgestattet, die mit Restaurants an Land vergleichbar waren. Sie konnten für längere Rundfahrten, Feierlichkeiten mit Tanz und Gesellschaftsfahrten verwendet werden.
Laut Dieter Schubert wie auch nach anderen Quellen hatte die Ernst Reuter eine Zulassung für 500 Personen, auf der Sedcard der Reederei ist allerdings die Rede von maximal 275 Personen. Das Schiff hat drei Außendecks und zwei Salons.
Die Ernst Reuter trägt die ENI-Nummer 05600460.